# 克里沃希任齊
48°48′25″N 27°33′19″E / 48.80694°N 27.55528°E
克里沃希任齊（烏克蘭語：Кривохижинці），是烏克蘭的村落，位於該國西南部文尼察州，由莫希利夫-波季利斯基區負責管轄，始建於1400年，面積1.89平方公里，海拔高度260米，2001年人口261，人口密度每平方公里138.39人。